# Großer Preis von Italien 1994
Der Große Preis von Italien 1994 (offiziell Pioneer 65º Gran Premio d’Italia) fand am 11. September auf dem Autodromo Nazionale di Monza in Monza statt und war das zwölfte Rennen der Formel-1-Weltmeisterschaft 1994.

## Berichte

### Hintergrund
Nach dem Großen Preis von Belgien führte Michael Schumacher in der Fahrerwertung mit 21 Punkten vor Damon Hill und mit 49 Punkten vor Gerhard Berger. In der Konstrukteurswertung führte Benetton-Ford mit 23 Punkten vor Williams-Renault und mit 33 Punkten vor Ferrari.
Eigentlich wurde das Rennen am 12. August 1994 abgesagt, nachdem sich die lokalen Behörden weigerten, 123 Bäume aus Sicherheitsgründen zu fällen. Die besagten Bäume standen bei den Lesmo-Kurven, die keine geeigneten Auslaufzonen hatten. Nach der Ankündigung machte sich Gianni Letta, ein italienischer Sekretär des Ministerrats, auf nach Cannes, um den Präsidenten der FIA, Max Mosley zu treffen und mit ihm über das Problem zu diskutieren. Bei diesem Treffen, an welchem auch der Ferrarifahrer und Repräsentant der Fahrer Berger teilnahm, wurde sich darauf geeinigt, dass eine Anpassung der Form der Kurve die Geschwindigkeit reduziert.
Vor dem Rennwochenende gab es drei Fahrerwechsel: Aufgrund der Vergehens beim Großen Preis von Großbritannien, bei der Schumacher die schwarze Flagge ignorierte, wurde er für zwei Rennen gesperrt. Diese Sperre betraf diesen Grand Prix und den folgenden Großen Preis von Portugal. Seinen Platz nahm der Finne JJ Lehto ein, der am Anfang der Saison noch sein Teamkollege war. Bei Larrousse wurde zudem Philippe Alliot durch seinen Landsmann Yannick Dalmas ersetzt. Bei Lotus kehrte Alessandro Zanardi für Philippe Adams ins Cockpit zurück.
Mit Hill und Berger (jeweils einmal) traten zwei ehemalige Sieger zu diesem Grand Prix an.

### Qualifying
Es gab zwei Qualifikationstrainings, jeweils eines am Freitag und eins am Samstag. Der Großteil der Fahrer fuhr am Samstag seine Bestzeit. Die Pole-Position sicherte sich dabei Jean Alesi vor Berger und Hill. Beide Pacific-Ilmor scheiterten erneut an der Qualifikation.

### Rennen

#### Erster Start
Die beiden Ferrari und Hill hatten einen guten Start, sodass sie nebeneinander auf Kurve 1 zusteuerten. Eddie Irvine traf in der Kurve den Lotus von Johnny Herbert. Herbert wurde gedreht und verhakte sich in den hinteren rechten Teil von David Coulthards Fahrzeug, was die Strecke blockierte und zur Unterbrechung des Rennens führte.

#### Zweiter Start
Coulthard fuhr mit Hills Ersatzfahrzeug weiter und Herbert opferte seine Startposition um in sein Ersatzfahrzeug zu kommen. Auch der zweite Start war den beiden Ferrari gelungen, doch in der Curva Grande verhedderten sich Jos Verstappens und Alessandro Zanardis Fahrzeuge, was dafür sorgte, dass Gianni Morbidelli in eine Wand glitt.
Alesi baute seinen Vorsprung auf seinen Teamkollegen Berger aus, bis sich Probleme mit seinem Getriebe zeigten. Berger übernahm die Führung, blieb aber in der Boxengasse hinter Olivier Panis stecken, weshalb die beiden Williams die Führung übernehmen konnten. In Runde 30 versagte das Getriebe von Michele Alboreto, was Öl auf die Strecke brachte. Durch das Öl wurden Pierluigi Martini in Runde 32 und Mark Blundell in Runde 40 gedreht. Diese Ausscheidungen brachten Ukyō Katayama auf den fünften Platz, bis der sich sechs Runden später ebenfalls drehte und kollidierte. David Brabham wurde zum letzten ausgeschiedenen Fahrer, nachdem er eine Reifenpanne erlitt, was sein Fahrzeug beschädigte.
Die beiden Williams führten das Rennen weiter an, bis Coulthard in der letzten Kurve keinen Treibstoff mehr übrig hatte. Dies führte zu Bergers zweitem, Häkkinens drittem, Barrichellos viertem und Brundles fünftem Platz. Coulthard hielt den sechsten Platz, weil alle anderen Fahrzeuge eine Runde zurücklagen.
Durch den Sieg war es Hill möglich, sich Schumacher auf elf Punkte anzunähern.
Zu diesem Rennen brachte Lotus einen verbesserten Mugen-Motor mit, der Herbert im Qualifying mit dem vierten Platz sein bestes Saisonergebnis brachte. Die Hoffnung auf Punkte wurde aber durch eine Kollision mit Irvines Jordan in der ersten Kurve beendet. Am Tag nach dem Rennen meldete das Team Lotus Konkurs an, auch wenn sie trotzdem noch die verbleibenden Rennen der Saison fahren werden.

## Meldeliste
| Team                      | Nr. | Fahrer                | Chassis        | Motor                 | Reifen |
| ------------------------- | --- | --------------------- | -------------- | --------------------- | ------ |
| Rothmans Williams Renault | 0   | Damon Hill            | Williams FW16  | Renault 3.5 V10       | G      |
| Rothmans Williams Renault | 02  | David Coulthard       | Williams FW16  | Renault 3.5 V10       | G      |
| Tyrrell                   | 03  | Ukyō Katayama         | Tyrrell 022    | Yamaha 3.5 V10        | G      |
| Tyrrell                   | 04  | Mark Blundell         | Tyrrell 022    | Yamaha 3.5 V10        | G      |
| Mild Seven Benetton Ford  | 05  | JJ Lehto              | Benetton B194  | Ford Zetec-R 3.5 V8   | G      |
| Mild Seven Benetton Ford  | 06  | Jos Verstappen        | Benetton B194  | Ford Zetec-R 3.5 V8   | G      |
| Marlboro McLaren Peugeot  | 07  | Mika Häkkinen         | McLaren MP4/9  | Peugeot 3.5 V10       | G      |
| Marlboro McLaren Peugeot  | 08  | Martin Brundle        | McLaren MP4/9  | Peugeot 3.5 V10       | G      |
| Footwork Ford             | 09  | Christian Fittipaldi  | Footwork FA15  | Ford HB 3.5 V8        | G      |
| Footwork Ford             | 10  | Gianni Morbidelli     | Footwork FA15  | Ford HB 3.5 V8        | G      |
| Team Lotus                | 11  | Alessandro Zanardi    | Lotus 107C     | Mugen-Honda 3.5 V10   | G      |
| Team Lotus                | 12  | Johnny Herbert        | Lotus 107C     | Mugen-Honda 3.5 V10   | G      |
| Sasol Jordan              | 14  | Rubens Barrichello    | Jordan 194     | Hart 3.5 V10          | G      |
| Sasol Jordan              | 15  | Eddie Irvine          | Jordan 194     | Hart 3.5 V10          | G      |
| Tourtel Larrousse F1      | 19  | Yannick Dalmas        | Larrousse LH94 | Ford HB 3.5 V8        | G      |
| Tourtel Larrousse F1      | 20  | Érik Comas            | Larrousse LH94 | Ford HB 3.5 V8        | G      |
| Minardi Scuderia Italia   | 23  | Pierluigi Martini     | Minardi M193B  | Ford HB 3.5 V8        | G      |
| Minardi Scuderia Italia   | 24  | Michele Alboreto      | Minardi M193B  | Ford HB 3.5 V8        | G      |
| Ligier Gitanes Blondes    | 25  | Éric Bernard          | Ligier JS39B   | Renault 3.5 V10       | G      |
| Ligier Gitanes Blondes    | 26  | Olivier Panis         | Ligier JS39B   | Renault 3.5 V10       | G      |
| Scuderia Ferrari SpA      | 27  | Jean Alesi            | Ferrari 412T1  | Ferrari 3.5 V12       | G      |
| Scuderia Ferrari SpA      | 28  | Gerhard Berger        | Ferrari 412T1  | Ferrari 3.5 V12       | G      |
| Broker Sauber Mercedes    | 29  | Andrea de Cesaris     | Sauber C13     | Mercedes-Benz 3.5 V10 | G      |
| Broker Sauber Mercedes    | 30  | Heinz-Harald Frentzen | Sauber C13     | Mercedes-Benz 3.5 V10 | G      |
| MTV Simtek Ford           | 31  | David Brabham         | Simtek S941    | Ford HB 3.5 V8        | G      |
| MTV Simtek Ford           | 32  | Jean-Marc Gounon      | Simtek S941    | Ford HB 3.5 V8        | G      |
| Pacific Grand Prix Ltd    | 33  | Paul Belmondo         | Pacific PR01   | Ilmor 3.5 V10         | G      |
| Pacific Grand Prix Ltd    | 34  | Bertrand Gachot       | Pacific PR01   | Ilmor 3.5 V10         | G      |

## Klassifikationen

### Qualifying
| Pos. | Fahrer                | Konstrukteur      | Q1         | Q2         | Start |
| ---- | --------------------- | ----------------- | ---------- | ---------- | ----- |
| 01   | Jean Alesi            | Ferrari           | 1:24.620   | 1:23.844   | 01    |
| 02   | Gerhard Berger        | Ferrari           | 1:24.915   | 1:23.978   | 02    |
| 03   | Damon Hill            | Williams-Renault  | 1:24.734   | 1:24.158   | 03    |
| 04   | Johnny Herbert        | Lotus-Mugen-Honda | 1:26.365   | 1:24.374   | 04    |
| 05   | David Coulthard       | Williams-Renault  | 1:24.869   | 1:24.502   | 05    |
| 06   | Olivier Panis         | Ligier-Renault    | 1:26.958   | 1:25.455   | 06    |
| 07   | Mika Häkkinen         | McLaren-Peugeot   | 1:26.004   | 1:25.528   | 07    |
| 08   | Andrea de Cesaris     | Sauber-Mercedes   | 1:27.188   | 1:25.540   | 08    |
| 09   | Eddie Irvine          | Jordan-Hart       | Keine Zeit | 1:25.568   | 09    |
| 10   | Jos Verstappen        | Benetton-Ford     | 1:27.361   | 1:25.618   | 10    |
| 11   | Heinz-Harald Frentzen | Sauber-Mercedes   | 1:26.406   | 1:25.628   | 11    |
| 12   | Éric Bernard          | Ligier-Renault    | 1:27.387   | 1:25.718   | 12    |
| 13   | Alessandro Zanardi    | Lotus-Mugen-Honda | 1:27.617   | 1:25.733   | 13    |
| 14   | Ukyō Katayama         | Tyrrell-Yamaha    | 1:26.525   | 1:25.889   | 14    |
| 15   | Martin Brundle        | McLaren-Peugeot   | 1:26.899   | 1:25.933   | 15    |
| 16   | Rubens Barrichello    | Jordan-Hart       | 1:27.034   | 1:25.946   | 16    |
| 17   | Gianni Morbidelli     | Footwork-Ford     | 1:27.939   | 1:26.002   | 17    |
| 18   | Pierluigi Martini     | Minardi-Ford      | 1:42.320   | 1:26.056   | 18    |
| 19   | Christian Fittipaldi  | Footwork-Ford     | 1:27.675   | 1:26.337   | 19    |
| 20   | JJ Lehto              | Benetton-Ford     | 1:27.611   | 1:26.384   | 20    |
| 21   | Mark Blundell         | Tyrrell-Yamaha    | 1:26.574   | 1:26.697   | 21    |
| 22   | Michele Alboreto      | Minardi-Ford      | 1:27.623   | 1:26.832   | 22    |
| 23   | Yannick Dalmas        | Larrousse-Ford    | 1:29.528   | 1:27.846   | 23    |
| 24   | Érik Comas            | Larrousse-Ford    | 1:30.530   | 1:27.894   | 24    |
| 25   | Jean-Marc Gounon      | Simtek-Ford       | 1:29.594   | 1:28.353   | 25    |
| 26   | David Brabham         | Simtek-Ford       | 1:30.691   | 1:28.619   | 26    |
| DNQ  | Bertrand Gachot       | Pacific-Ilmor     | 1:31.549   | 1:31.387   | –     |
| DNQ  | Paul Belmondo         | Pacific-Ilmor     | 1:32.035   | Keine Zeit | –     |

Anmerkungen
1. ↑  Irvines Qualifikationszeiten vom Freitag wurden gelöscht, weil er 13 Runden abgeschlossen hatte, was die erlaubte Höchstanzahl um 1 Runde überstieg.

## Rennen
| Pos. | Fahrer                | Konstrukteur      | Runden | Stopps | Zeit        | Start | Schnellste Runde |
| ---- | --------------------- | ----------------- | ------ | ------ | ----------- | ----- | ---------------- |
| 01   | Damon Hill            | Williams-Renault  | 53     | 1      | 1:18:02,754 | 03    | 1:25,930 (24.)   |
| 02   | Gerhard Berger        | Ferrari           | 53     | 1      | + 4,930     | 02    | 1:26,541 (17.)   |
| 03   | Mika Häkkinen         | McLaren-Peugeot   | 53     | 1      | + 25,640    | 07    | 1:27,432 (46.)   |
| 04   | Rubens Barrichello    | Jordan-Hart       | 53     | 1      | + 50,634    | 16    | 1:27,449 (21.)   |
| 05   | Martin Brundle        | McLaren-Peugeot   | 53     | 1      | + 1:25,575  | 15    | 1:28,185 (49.)   |
| 06   | David Coulthard       | Williams-Renault  | 52     | 1      | DNF         | 05    | 1:26,607 (23.)   |
| 07   | Éric Bernard          | Ligier-Renault    | 52     | 1      | + 1 Runde   | 12    | 1:27,488 (09.)   |
| 08   | Érik Comas            | Larrousse-Ford    | 52     | 1      | + 1 Runde   | 24    | 1:28,571 (24.)   |
| 09   | JJ Lehto              | Benetton-Ford     | 52     | 3      | + 1 Runde   | 20    | 1:28,072 (13.)   |
| 10   | Olivier Panis         | Ligier-Renault    | 51     | 3      | + 2 Runden  | 06    | 1:26,630 (47.)   |
| –    | David Brabham         | Simtek-Ford       | 46     | 1      | DNF         | 26    | 1:30,036 (12.)   |
| –    | Ukyō Katayama         | Tyrrell-Yamaha    | 44     | 2      | DNF         | 14    | 1:26,702 (31.)   |
| –    | Christian Fittipaldi  | Footwork-Ford     | 43     | 1      | DNF         | 19    | 1:28,133 (27.)   |
| –    | Eddie Irvine          | Jordan-Hart       | 41     | 1      | DNF         | 09    | 1:28,312 (19.)   |
| –    | Mark Blundell         | Tyrrell-Yamaha    | 39     | 2      | DNF         | 21    | 1:26,663 (36.)   |
| –    | Pierluigi Martini     | Minardi-Ford      | 30     | 1      | DNF         | 18    | 1:28,473 (19.)   |
| –    | Michele Alboreto      | Minardi-Ford      | 28     | 1      | DNF         | 22    | 1:28,956 (12.)   |
| –    | Heinz-Harald Frentzen | Sauber-Mercedes   | 22     | 0      | DNF         | 11    | 1:27,786 (18.)   |
| –    | Andrea de Cesaris     | Sauber-Mercedes   | 20     | 0      | DNF         | 08    | 1:28,411 (20.)   |
| –    | Jean-Marc Gounon      | Simtek-Ford       | 20     | 0      | DNF         | 25    | 1:30,479 (17.)   |
| –    | Yannick Dalmas        | Larrousse-Ford    | 18     | 0      | DNF         | 23    | 1:29,485 (10.)   |
| –    | Jean Alesi            | Ferrari           | 14     | 0      | DNF         | 01    | 1:26,279 (08.)   |
| –    | Johnny Herbert        | Lotus-Mugen-Honda | 13     | 0      | DNF         | 04    | 1:28,871 (09.)   |
| –    | Jos Verstappen        | Benetton-Ford     | 0      | 0      | DNF         | 10    | –                |
| –    | Alessandro Zanardi    | Lotus-Mugen-Honda | 0      | 0      | DNF         | 13    | –                |
| –    | Gianni Morbidelli     | Footwork-Ford     | 0      | 0      | DNF         | 17    | –                |

## WM-Stände nach dem Rennen
Die ersten sechs Fahrer jedes Rennens bekamen 10, 6, 4, 3, 2 bzw. 1 Punkt(e).

### Fahrerwertung
| Pos. | Fahrer                | Konstrukteur                  | Punkte |
| ---- | --------------------- | ----------------------------- | ------ |
| 01   | Michael Schumacher    | Benetton-Ford                 | 76     |
| 02   | Damon Hill            | Williams-Renault              | 65     |
| 03   | Gerhard Berger        | Ferrari                       | 33     |
| 04   | Jean Alesi            | Ferrari                       | 19     |
| 05   | Mika Häkkinen         | McLaren-Peugeot               | 18     |
| 06   | Rubens Barrichello    | Jordan-Hart                   | 13     |
| 07   | Martin Brundle        | McLaren-Peugeot               | 11     |
| 08   | Jos Verstappen        | Benetton-Ford                 | 8      |
| 09   | Mark Blundell         | Tyrrell-Yamaha                | 8      |
| 10   | David Coulthard       | Williams-Renault              | 8      |
| 11   | Olivier Panis         | Ligier-Renault                | 7      |
| 12   | Nicola Larini         | Ferrari                       | 6      |
| 13   | Christian Fittipaldi  | Footwork-Ford                 | 6      |
| 14   | Heinz-Harald Frentzen | Sauber-Mercedes               | 5      |
| 15   | Ukyō Katayama         | Tyrrell-Yamaha                | 5      |
| 16   | Éric Bernard          | Ligier-Renault                | 4      |
| 17   | Karl Wendlinger       | Sauber-Mercedes               | 4      |
| 18   | Andrea de Cesaris     | Jordan-Hart / Sauber-Mercedes | 4      |
| 19   | Pierluigi Martini     | Minardi-Ford                  | 4      |
| 20   | Gianni Morbidelli     | Footwork-Ford                 | 3      |

| Pos. | Fahrer              | Konstrukteur                     | Punkte |
| ---- | ------------------- | -------------------------------- | ------ |
| 21   | Érik Comas          | Larrousse-Ford                   | 2      |
| 22   | Michele Alboreto    | Minardi-Ford                     | 1      |
| 23   | Eddie Irvine        | Jordan-Hart                      | 1      |
| 24   | JJ Lehto            | Benetton-Ford                    | 1      |
| 25   | Johnny Herbert      | Lotus-Mugen-Honda                | 0      |
| 26   | Olivier Beretta     | Larrousse-Ford                   | 0      |
| 27   | Pedro Lamy          | Lotus-Mugen-Honda                | 0      |
| 28   | David Brabham       | Simtek-Ford                      | 0      |
| 29   | Alessandro Zanardi  | Lotus-Mugen-Honda                | 0      |
| 30   | Jean-Marc Gounon    | Simtek-Ford                      | 0      |
| 31   | Roland Ratzenberger | Simtek-Ford                      | 0      |
| –    | Bertrand Gachot     | Pacific-Ilmor                    | 0      |
| –    | Ayrton Senna        | Williams-Renault                 | 0      |
| –    | Paul Belmondo       | Pacific-Ilmor                    | 0      |
| –    | Aguri Suzuki        | Jordan-Hart                      | 0      |
| –    | Nigel Mansell       | Williams-Renault                 | 0      |
| –    | Philippe Alliot     | Larrousse-Ford / McLaren-Peugeot | 0      |
| –    | Philippe Adams      | Lotus-Mugen-Honda                | 0      |
| –    | Yannick Dalmas      | Larrousse-Ford                   | 0      |

### Konstrukteurswertung
| Pos. | Konstrukteur     | Punkte |
| ---- | ---------------- | ------ |
| 01   | Benetton-Ford    | 85     |
| 02   | Williams-Renault | 73     |
| 03   | Ferrari          | 58     |
| 04   | McLaren-Peugeot  | 29     |
| 05   | Jordan-Hart      | 17     |
| 06   | Tyrrell-Yamaha   | 13     |
| 07   | Ligier-Renault   | 11     |

| Pos. | Konstrukteur      | Punkte |
| ---- | ----------------- | ------ |
| 08   | Sauber-Mercedes   | 10     |
| 09   | Footwork-Ford     | 9      |
| 10   | Minardi-Ford      | 5      |
| 11   | Larrousse-Ford    | 2      |
| 12   | Lotus-Mugen-Honda | 0      |
| 13   | Simtek-Ford       | 0      |
| –    | Pacific-Ilmor     | 0      |